# Théophile Alexandre Steinlen

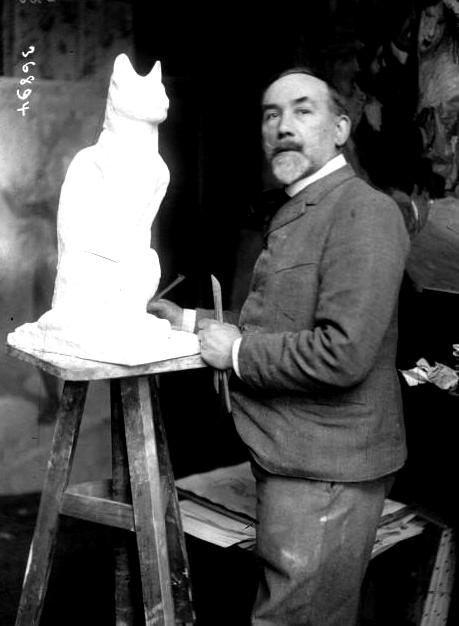
Steinlen el 1913 al seu taller

Théophile Alexandre Steinlen (Lausanne, 10 de novembre del 1859 - París, 13 de desembre del 1923), més conegut com a Steinlen, fou un pintor i litògraf modernista francosuís.

## Biografia
Estudià a la universitat abans de començar a treballar com a dissenyador a Mülhausen. El seu talent feu que el pintor François-Louis David Bocion l'encoratgés a anar-se'n al barri de Montmartre, a París. A la capital francesa, el seu amic Adolphe Willette el va introduir en el món artístic de Le Chat Noir, on va realitzar un pòster per al cabaretista Aristide Bruant, entre d'altres.

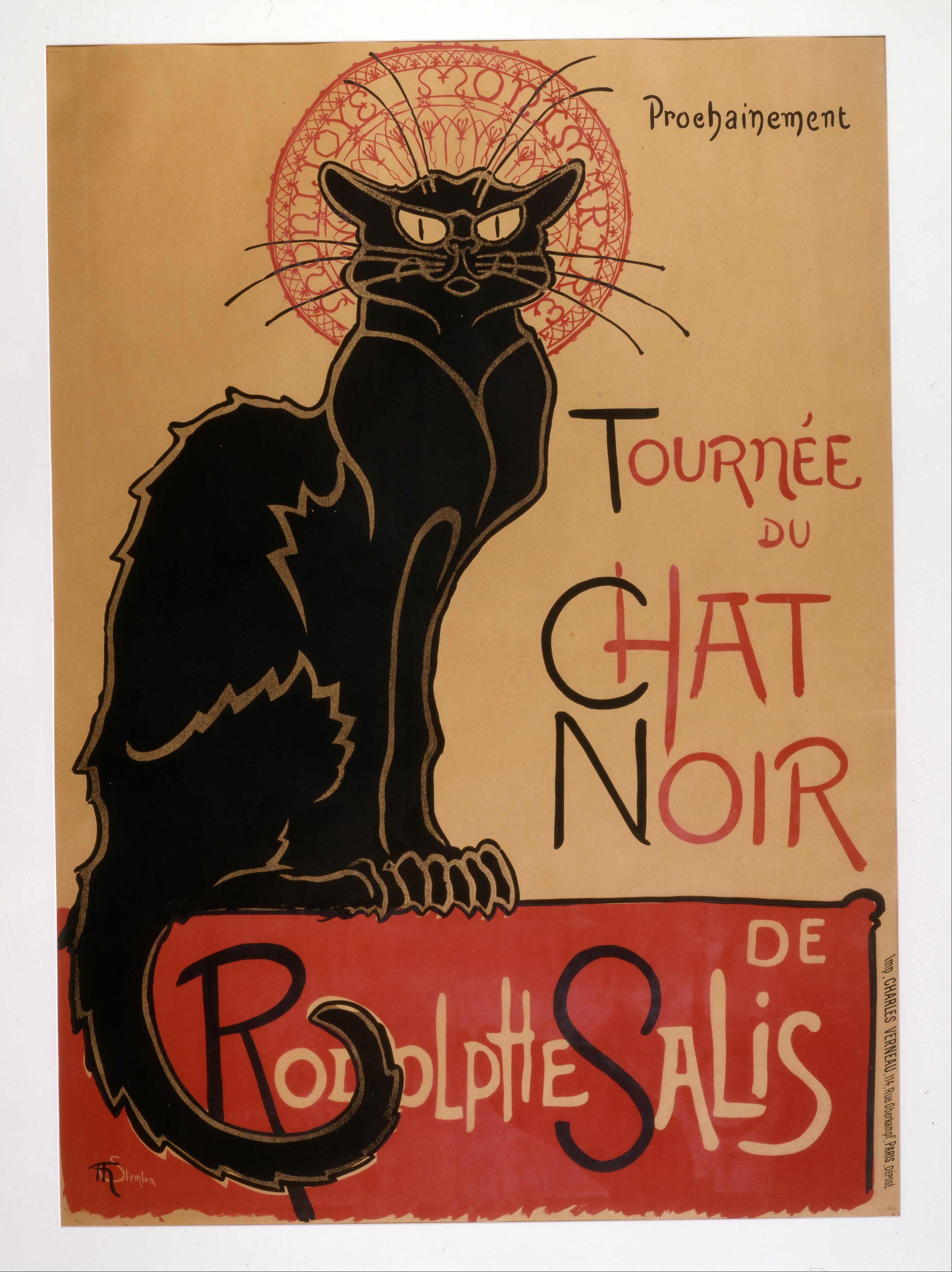
La tournée du Chat Noir de Rodolphe Salis (1896)

Després, usà la seva filla com a model per a l'anunci d'una companyia lletera. També va treballar per a les revistes Le Rire, Gil Blas, L'Assiette au Beurre i les Humouristes, entre d'altres. Va ser un artista prolífic que sovint va utilitzar pseudònim per a evitar problemes polítics.
Va dibuixar paisatges, flors i nus per al Salon des Indépendants. La seva litografia de 1895 titulada Els Chanteurs des Rues va ser portada de Chansons de Montmartre, publicada per Éditions Flammarion, i setze litografies originals que il·lustraven les cançons Belle Époque de Paul Delmet. Montmartre i els gats van ser la seva principal font d'inspiració.
Està enterrat al cimetière Saint-Vincent de Montmartre. La seva obra es reparteix entre alguns dels museus més prestigiosos, com el Museu van Gogh d'Amsterdam, l'Hermitage de Sant Petersburg i la National Gallery of Art de Washington. A Catalunya, es poden veure 4 cartells seus al MNAC, també trobem obres seves a Museu Abelló de Mollet del Vallès.
La composició dels seus cartells era molt bona, utilitzava molt bé els ritmes de color, amb un color tònic que ocupa gran part del seu cartell. En aquesta especialitat a Espanya va tenir grans seguidors, entre ells a Máximo Ramos i a Sotomayor.